# Koch (cráter)

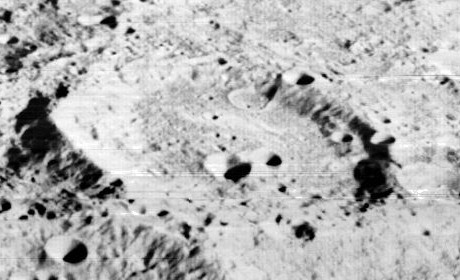
Vista Oblicua desde el Lunar Orbiter 2, mirando al sur

Koch es un cráter perteneciente a la cara oculta de la Luna. Se encuentra en el hemisferio sur, al sur-sureste de la llanura amurallada del cráter Jules Verne. Junto al borde noreste de Koch, unidos por un cuello de terreno irregular, se halla el cráter Lundmark. A menos de un diámetro del cráter al sur de Koch aparece Crocco.
Este cráter tiene un borde exterior desgastado y erosionado. Varios pequeños cráteres se encuentran en el borde exterior, particularmente en su lado norte. En el lado oeste se encuentra el cráter satélite Koch U. El suelo interior también está marcado por algunos pequeños cráteres, con una pareja de impactos situados justo al norte del punto medio, y un tercero sobre la pared interior sur.

## Cráteres satélite
Por convención estos elementos son identificados en los mapas lunares poniendo la letra en el lado del punto medio del cráter que está más cercano a Koch.
|      | \| Koch \| Coordenadas \| Diámetro \| \| ---- \| ------------------------------- \| -------- \| \| R \| 44°30′S 146°18′E / -44.5, 146.3 \| 20 km \| \| U \| 42°18′S 147°24′E / -42.3, 147.4 \| 25 km \| |          |
| Koch | Coordenadas | Diámetro |
| R    | 44°30′S 146°18′E / -44.5, 146.3 | 20 km    |
| U    | 42°18′S 147°24′E / -42.3, 147.4 | 25 km    |